# Galeodes conversus
Galeodes conversus es una especie de arácnido  del orden Solifugae de la familia Galeodidae.

## Distribución geográfica
Se encuentra en Azerbaiyán y Turquía.